# Rakesh Sharma
Pour les articles homonymes, voir Sharma.
Rakesh Sharma (en indi : ರಾಕೇಶ್ ಶರ್ಮಾ) est le premier cosmonaute indien, né le 13 janvier 1949.

## Biographie
Sharma est né le 13 janvier 1949 à Patiala, au Pendjab, en Inde. Il a fréquenté le St. Georges Grammar School, à Hyderabad. Il est diplômé du Nizam College, à Hyderabad.
Ancien élève de la 35e Académie de la défense nationale, Sharma a rejoint l'aviation indienne en 1970 en tant que pilote d'essai. Il a piloté divers appareils tels que le Mikoyan-Gurevich (MiG) à partir de 1971. Sharma a progressé à de nombreux niveaux et en 1984, il était nommé squadron leader et pilote dans l'armée de l'air indienne. Il a été choisi le 20 septembre 1982 pour devenir cosmonaute et se rendre dans l'espace dans le cadre d'un programme conjoint entre les forces aériennes indiennes et le programme spatial soviétique Intercosmos.
En 1984, il est devenu le premier citoyen indien à aller dans l'espace après avoir volé à bord de la mission soviétique Soyouz T-11 lancée depuis le cosmodrome de Baïkonour le 2 avril 1984. Le Soyouz T-11 s'est amarré et transféré les trois membres d'équipage : le commandant du navire, Iouri Malychev, et le mécanicien de bord, Guennadi Strekalov à la station spatiale Saliout 7. Sharma a passé 7 jours, 21 heures et 40 minutes à bord du Saliout 7, au cours desquels son équipe a mené des études scientifiques et techniques comprenant quarante-trois sessions expérimentales. Ses travaux portaient principalement sur la biomédecine et la télédétection. L’équipage a tenu une conférence de presse télévisée avec des responsables à Moscou, puis le Premier ministre indien Indira Gandhi. Lorsque Gandhi a demandé à Sharma comment l'Inde avait l'air de l'espace, il a répondu : "Sare Jahan Se Accha" (le meilleur au monde). C'est le titre d'un poème patriotique d'Iqbal qui avait été écrit lorsque l'Inde était sous la domination coloniale britannique et qui continue d'être populaire aujourd'hui. L'Inde est devenue la 14e nation à envoyer un homme dans l'espace extra-atmosphérique.
Il a pris sa retraite avec le grade de Wing commander. Il a rejoint Hindustan Aeronautics Limited (HAL) en 1987 et a exercé les fonctions de pilote d'essai en chef de la division HAL Nashik jusqu'en 1992, avant de se rendre à Bangalore pour y occuper le poste de pilote d'essais en chef de HAL. Il était également associé à l'avion de combat léger HAL Tejas.
Sharma a pris sa retraite de pilote en 2001.

## Vols réalisés
- Le 3 avril 1984, il s'envole à bord de Soyouz T-11 lancé en direction de Saliout 7, en tant que membre de l'expédition Saliout 7 – EP-3. Il revient sur Terre le 11 avril 1984, à bord de Soyouz T-10.